# Massimo Apollonio
Massimo Apollonio (Casorate Primo, Província de Pavia, 31 de març de 1970) va ser un ciclista italià, que fou professional entre 1996 i 2003. En el seu palmarès destaquen les victòries a la Coppa Agostoni i al Critèrium dels Abruços.

## Palmarès
- 1995
  - Vencedor d'una etapa del Giro de la Vall d'Aosta
- 1997
  - 1r a la Coppa Agostoni
- 2000
  - 1r al Critèrium dels Abruços
- 2001
  - Vencedor d'una etapa de la Volta a Burgos

### Resultats al Tour de França
- 2000. 102è de la classificació general
- 2002. 139è de la classificació general

### Resultats a la Volta a Espanya
- 1996. 25è de la classificació general
- 1997. 106è de la classificació general
- 2003. Abandona (7a etapa)

### Resultats al Giro d'Itàlia
- 1997. 83è de la classificació general
- 1998. Abandona (7a etapa)
- 1999. 98è de la classificació general
- 2002. 114è de la classificació general
- 2003. Fora de control (11a etapa)